# Prinsessan Zelda
Prinsessan Zelda (ゼルダ姫 Zeruda-hime?) heter den fiktiva prinsessan i landet Hyrule som givit namn åt TV-spelsserien The Legend of Zelda.  Namnet Zelda är hämtat från Zelda Fitzgerald. Även om spelen har fått sitt namn av prinsessan Zelda är det ändå Link som är hjälten och symbolen för Zelda-spelen. Prinsessan Zelda är inte en och samma person i alla spelen; alla flickor i den Hylianska kungafamiljen får enligt traditionen namnet Zelda. Kraften att använda magi nedärvs också alltid till prinsessorna. I det femte spelet i serien, The Legend of Zelda: Ocarina of Time, antar Zelda en manlig gestalt för att gömma sig från Ganondorf. Hon kallar sig då för då Sheik.
Trekraften (tre gyllene trianglar som tillsammans bildar en enda triangel) är i Zelda-serien symbolen för världens skapelse och tecknet för Hyrules kungafamilj. De tre trianglarna står för styrka, visdom och mod. Zelda är alltid bäraren av visdomens trekraft, medan Link innehar modets trekraft och Ganondorf/Ganon (antagonisten i Zelda-serien) innehar styrkans trekraft. Alla de tre bärarna av trekraften har ett märke av trekraften på sin ena hand, vilket börjar lysa när de upptäcker att de har kraften, om de är nära någon annan bärare av kraften eller när de använder den.